# Armando Peraza
Armando Peraza (Havanna, 1924. május 30. – San Francisco, 2014. április 14.) havannai születésű ütőhangszeres.

## Pályafutása
Hároméves korában tüdőgyulladás miatt veszítette el apját. Hét éves korában édesanyja, Francisca májelégtelenségben halt meg. A következő években több rokonánál élt, de tizenkét éves korára már eltartotta magát és attól kezdve önállóan élt.
A konga és a bongójátékban is jártas lett, miközben Kubában különböző zenekarokban szerepelt. A 40-es évek végén a Conjunto Kubavana együttes tagja volt, amelyben barátja, Carlos Valdes is tag volt. 1944-1947 között egy sor felvételt készített az RCA Victor számára, amelyeken védjegyes bolerók és guarachák is szerepeltek.
1948-ban hagyta el Kubát, és Mexikóba költözött ápolni beteg barátját, Mongo Santamaríat. Amikor 1949-ben megérkezett New Yorkba, azonnal keresett zenész lett. Több mint 100 albumon hallható, és több mint 40 dal dal szerzője volt. Ezek között szerepel Mongo Santamaría, George Shearing, Cal Tjader, Carlos Santana részvétele is, akivel 1972-1990 között együtt dolgozott.
Armando Peraza több mint 60 éves termékeny karrierje során olyan nevekkel is fellépett és lemezfelvételeket készített, mint Charlie Parker, Dizzy Gillespie, Machito, Josephine Baker, Art Tatum, Dave Brubeck, Eric Clapton, Linda Ronstadt, Frank Zappa, Rick James, Aretha Franklin és Jaco Pastorius.
2002-ben tért vissza szülőhazájába, Kubába. Több mint 50 év után először járt a szigeten.
2006-ban Santanával a svájci Montreux Jazz Fesztiválon. Később, 2006-ban ott volt a kaliforniai San José jazz fesztiválon a Julius Melendez Latin Jazz Ensemble-val. Szintén 2006-ban Armando a Bay Area zongoristával és Rebeca Mauleonnal rögzítette a „Descarga en California” című albumát.
Armando Peraza a latin ütőhangszerek világának egyik legfontosabb és legtiszteltebb alakja. A konga és a bongó legendás mestere volt, akinek unortodox stílusa és gazdag pályája számtalan fiatalabb zenészt inspirál. Napjaink legkiválóbb ütőhangszeresei közül sokan Perezát tekintik szakmai példaképüknek.

## Szólólemezek
- More Drums on Fire (1959)
- The Soul of Jazz Percussion (1960)
- Donald Byrd & Booker Little: The Third World (1999)
- Wild Thing (1968)
- R.O.A.R. (1985)[5]

### Carlos Santanaval
- Caravanserai (1972)
- Love Devotion Surrender (1972)
- Welcome (1973)
- Borboletta (1974)
- Lotus (1974)
- Illuminations (1974)
- Amigos (1976)
- Inner Secrets (1978)
- Marathon (1979)
- The Swing of Delight (1980)
- Zebop (1981)
- Shangó (1982)
- Beyond Appearances (1985)
- Blues for Salvador (1986)
- Freedom (1987)
- Viva Santana! (1988)
- Spirits Dancing in the Flesh (1990)

### George Shearinggel
- Shearing in Hi-Fi (1955)
- George Shearing Caravan (1955)
- An Evening with George Shearing (1955)
- The Shearing Spell (1955)
- Velvet Carpet (1956)
- Latin Escapade (1956)
- Black Satin (1957)
- In the Night, George Shearing and Dakota Staton (1958)
- Burnished Brass (1958)
- Blue Chiffon (1958)
- Latin Lace (1958)
- George Shearing On Stage (1959)
- Latin Affair (1959)
- Beauty and the Beat! George Shearing and Peggy Lee (1959)
- On the Sunny Side of the Strip (1959)
- Satin Affair (1959)
- White Satin (1960)
- The Swingin's Mutual! George Shearing and Nancy Wilson (1961)
- Mood Latino (1962)
- San Francisco Scene (1962)
- Love Walked In George Shearing and The Montgomery Brothers (1962)
- Rare Form! (1965)
- Latin Rendezvous (1965)